# Afrikaspiele 2019/Leichtathletik – Speerwurf der Frauen
Der Speerwurf der Frauen bei den Afrikaspielen 2019 fand am 28. August im Stade Moulay Abdallah in Rabat statt.
Elf Speerwerferinnen aus sieben Ländern nahmen an dem Wettbewerb teil. Die Goldmedaille gewann Kelechi Nwanaga mit 55,88 m, Silber ging an Jo-Ane van Dyk mit 55,38 m und die Bronzemedaille gewann Sunette Viljoen mit 53,44 m.

## Rekorde
| Weltrekord        | Barbora Špotáková | 72,28 m | Stuttgart, Deutschland           | 13. September 2008 |
| Rekord der Spiele | Justine Robbeson  | 58,09 m | Afrikaspiele in Algier, Algerien | 20. Juli 2007      |

## Ergebnis
28. August 2019, 16:45 Uhr
| Platz | Athletin              | Land      | 1. Versuch | 2. Versuch | 3. Versuch | 4. Versuch                                  | 5. Versuch                                  | 6. Versuch                                  | Weite (m) |
| ----- | --------------------- | --------- | ---------- | ---------- | ---------- | ------------------------------------------- | ------------------------------------------- | ------------------------------------------- | --------- |
|       | Kelechi Nwanaga       | Nigeria   | 52,21      | 51,57      | 54,82      | 52,68                                       | x                                           | 55,88                                       | 55,88     |
|       | Jo-Ane van Dyk        | Südafrika | 53,37      | 51,54      | 53,78      | 54,08                                       | 53,20                                       | 55,38                                       | 55,38     |
|       | Sunette Viljoen       | Südafrika | 53,09      | x          | 50,97      | 52,35                                       | 53,44                                       | 52,81                                       | 53,44     |
| 4     | Josephine Lalam       | Uganda    | 53,39      | 49,15      | 46,46      | 47,68                                       | 45,03                                       | 44,54                                       | 53,39     |
| 5     | Selma Rosun           | Mauritius | 51,81      | 54,47      | 50,36      | 49,67                                       | 49,63                                       | x                                           | 51,81     |
| 6     | Salome Moraa          | Kenia     | 48,79      | 43,76      | x          | 43,50                                       | 42,38                                       | 43,51                                       | 48,79     |
| 7     | Damacline Nyekereri   | Kenia     | 38,69      | 48,19      | 44,69      | 38,15                                       | 43,17                                       | 25,54                                       | 48,19     |
| 8     | Sherine Hussein       | Ägypten   | 39,40      | 42,08      | 47,22      | 42,63                                       | 47,33                                       | x                                           | 47,33     |
| 9     | Lucy Aber Okumu       | Uganda    | 42,92      | 46,68      | 46,04      | nicht im Finale der besten acht Werferinnen | nicht im Finale der besten acht Werferinnen | nicht im Finale der besten acht Werferinnen | 46,68     |
| 10    | Abeba Abera Bune      | Äthiopien | 36,28      | 41,99      | 44,03      | nicht im Finale der besten acht Werferinnen | nicht im Finale der besten acht Werferinnen | nicht im Finale der besten acht Werferinnen | 44,03     |
| 11    | Bizunesh Tadesse Jilo | Äthiopien | 43,27      | 38,20      | 38,30      | nicht im Finale der besten acht Werferinnen | nicht im Finale der besten acht Werferinnen | nicht im Finale der besten acht Werferinnen | 43,27     |

Zeichenerklärung:
– = Versuch ausgelassen, x = Fehlversuch